# 薊門橋駅
薊門橋駅（けいもんきょうえき）は、2016年12月に建設が開始された北京地下鉄12号線と昌平線の乗換駅である。この駅は北京市海淀区太平庄北街と花園路街の交差点、北三環西路、北三環中路、西土城路の交差点、薊門橋の東側に位置する。

## 位置
薊門橋駅は、北三環路と西土城路の交差点、薊門橋の東側の地下にある。12号線の駅は東西方向に配置され、昌平線の駅は南北方向に配置されている。

## 駅の設計
12号線の駅は長さ237.3mの島式プラットホームが地下3階にあり、昌平線の駅は長さ218.8mの島式プラットホームが地下2階にある。換気口が4組、出入口が5か所、避難口が5か所ある。両線のプラットホームはT字型に配置されている。

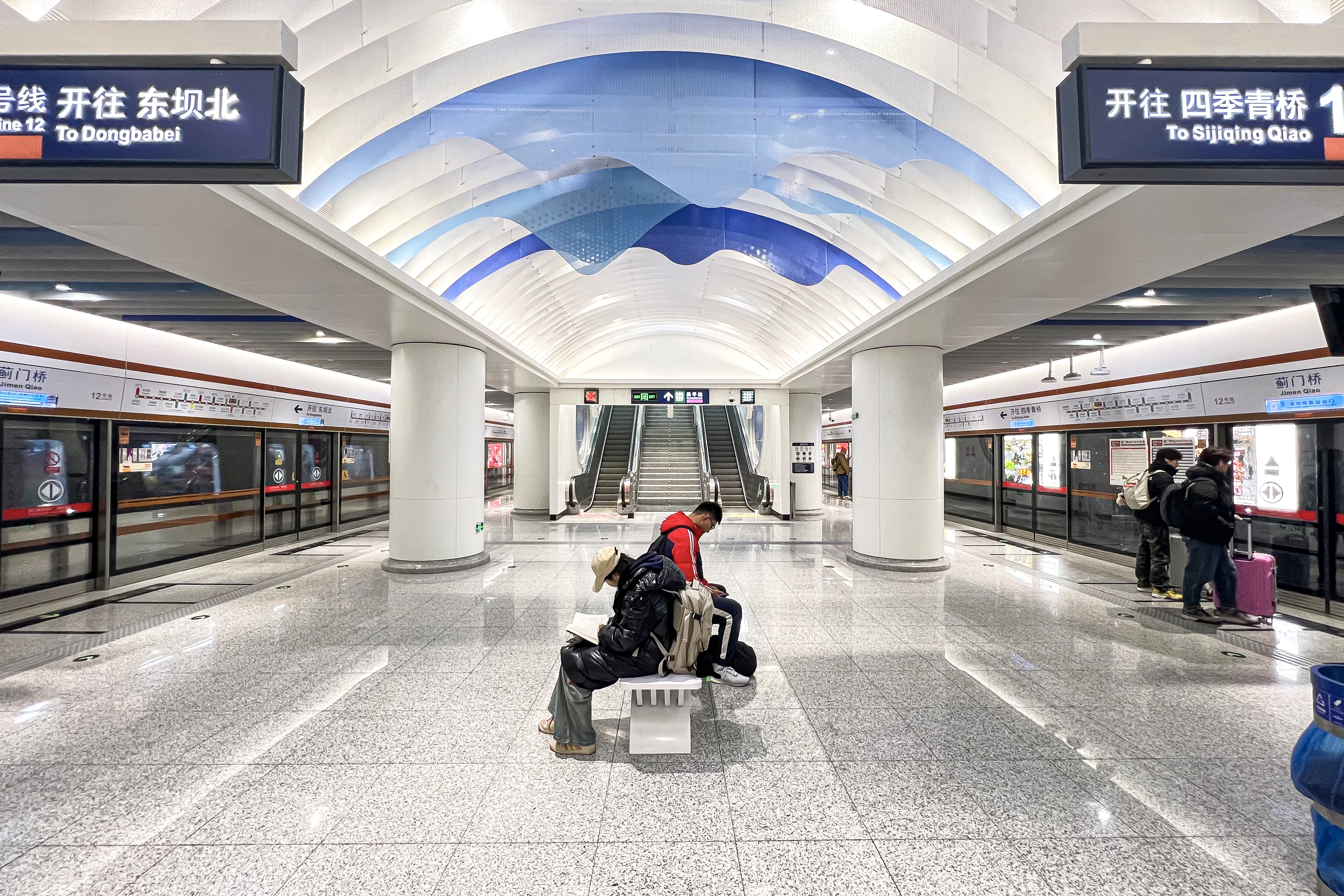
12号線ホーム
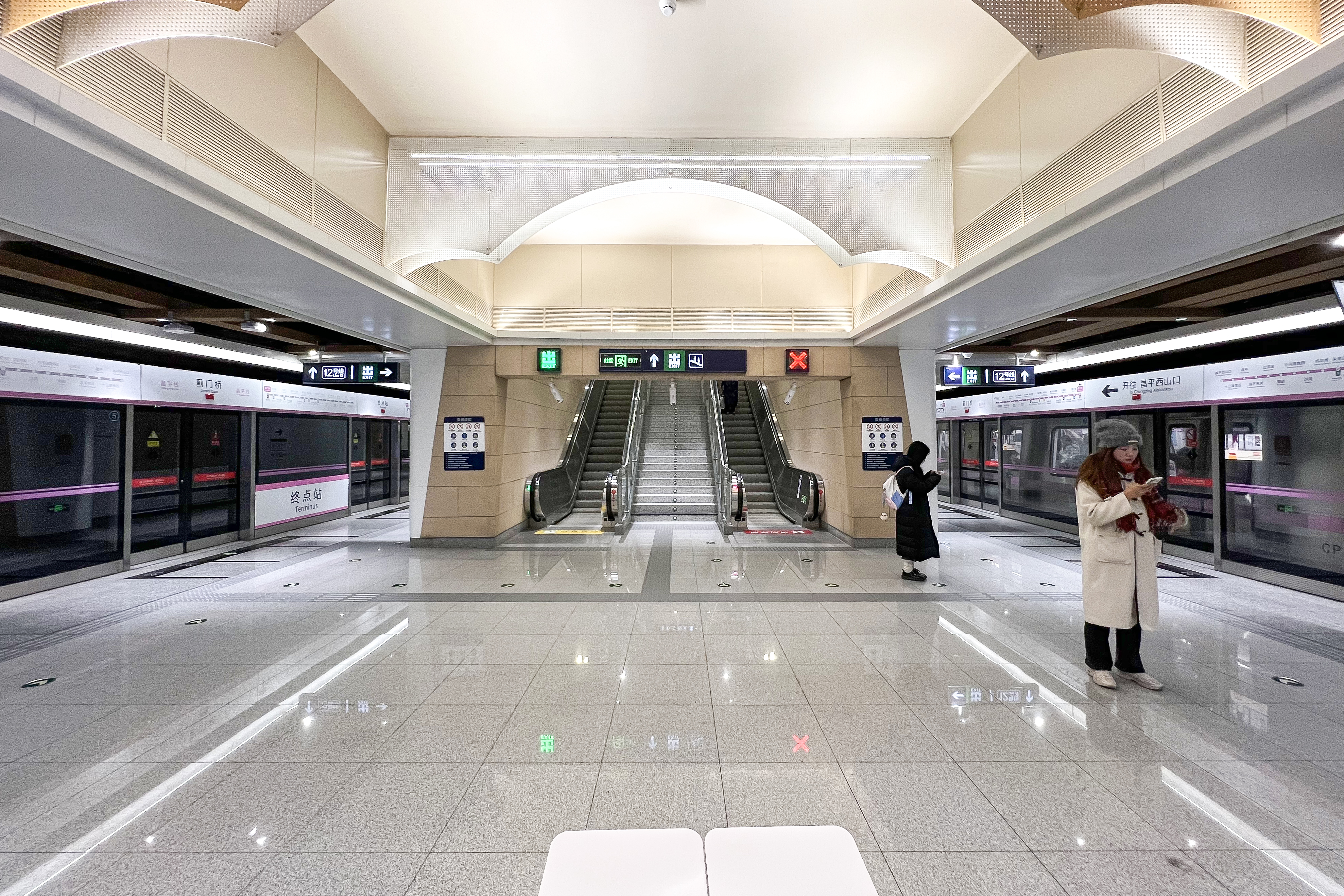
昌平線ホーム

### アート作品
薊門橋駅の2つのパブリックアート作品は薊門烟樹をテーマにしている。そのうち、駅ホールの無料エリアの壁はアートガラス「烟樹長寧」で飾られており、金属の彫刻「烟樹長寧-2」は、駅ホールの2本の柱の間に配置されている。

## 参考資料
1. ↑  “北京轨道交通昌平线南延公共空间艺术品方案（公示稿）”.   北京市规划和自然资源委员会 (2022年12月6日). 2022年12月14日閲覧。